# 4074 Шарков
4074 Шарков (енгл. 4074 Sharkov) је астероид главног астероидног појаса чија средња удаљеност од Сунца износи 3,024 астрономских јединица (АЈ).
Апсолутна магнитуда астероида је 12,0.